# 芊蓁林溪 (平溪區)
芊蓁林溪，位於臺灣北部，為基隆河支流，但水系為最遠源流，流域分佈於新北市平溪区南部，因流經芊蓁林地區而得名。其源頭位於獅公髻尾山東北側，先向東北流至芊蓁坑後轉北，至東勢格納入支流東勢格溪後轉東流，至紫菜橋納入另一支流火燒寮溪後再轉北流，經芊蓁林後至嶺腳寮注入基隆河。
芊蓁林溪流域地處東北季風迎風面，為多雨地區。其支流火燒寮溪流經的火燒寮，年平均雨量居全台之冠。

## 芊蓁林溪主要支流
- 芊蓁林溪：新北市平溪区 
  - 火燒寮溪
  - 東勢格溪